# Burg Wernstein (Oberösterreich)
Die Burg Wernstein ist eine Burganlage in der Gemeinde Wernstein am Inn in Oberösterreich. Die Burg befindet sich auf einem Granitfelsen direkt neben dem Inn; gegenüber, am bayerischen Ufer, liegt das Schloss Neuburg am Inn.

## Geschichte
Wernstein wird erstmals im 12. Jahrhundert urkundlich genannt und wurde von den Grafen von Formbach um 1126 als Vorwerk von Neuburg errichtet. Auf Wernstein war nie ein eigenständiges adeliges Geschlecht ansässig, sondern die Herrschaft wurde immer von Burgvögten von Neuburg verwaltet. Erwähnt wird im Jahr 1200 ein Ortlof de propugnaculo (Ortlof vom Vorwerk), der sich auch Ortlof ob der wer bezeichnete. Von den Formbachern gelangte die Neuburg mitsamt Wernstein an die Grafen Andechs-Meran. Als Heiratsgut einer Agnes aus dieser Familie kam es an den letzten Babenberger Friedrich II., auch Friedrich der Streitbare genannt. Nach der Ehescheidung von Agnes musste dieser den Besitz wieder an die Andechser zurückgeben. Premysl Ottokar II., der sich für den rechtmäßigen Nachfolger der Babenberger hielt, besetzte 1257 die Neuburg und Wernstein mit Gewalt.
Eberhard V. von Walsee löste um 1355 die passauische Pfandschaft auf die Burgen ein. 1379 verpfändete Herzog Albrecht III. die Neuburg und Wernstein an Otto von Zelking. Nach weiteren Besitzwechseln erhielt 1529 der kaiserliche Feldherr Niklas Graf Salm die Grafschaft Neuburg am Inn, und damit auch Wernstein, als Reichslehen. 1654 ging der Besitz an den Grafen Georg Ludwig von Sinzendorf. Von 1664 bis 1666 war auf Burg Wernstein eine Münzstätte in Betrieb, um 1670 eine Silber- und Goldfadenfabrik. 1698 folgte ein Besitzerwechsel an den schottischen Grafen Jakob von Hamilton und 1719 an den Grafen Carl Josef von Lamberg-Sprinzenstein. Durch einen Tausch kam die Neuburg 1731 dann an das Bistum Passau; Bischof Dominik Graf Lamberg war der Bruder des vorherigen Besitzers. Bis zum Jahr 1803 (Säkularisation des Hochstifts Passau infolge des Reichsdeputationshauptschlusses) teilte Wernstein die Besitzgeschichte der Grafschaft Neuburg und ging danach in Privatbesitz über.
Die zur Ruine verfallene Burg wurde in den Jahren 1991 bis 1993 aufwändig renoviert. Jetzt ist sie in Privatbesitz der Familie von Ernst Dietrich und nicht öffentlich zugänglich.
Der heutige Hauptort der Gemeinde Wernstein am Inn entstand durch die Vereinigung zweier älterer Ortschaften, nämlich des Dorfs St. Georgen am Inn, rund um die Pfarrkirche St. Georg, und der Ansiedlung bei der Burg Wernstein.

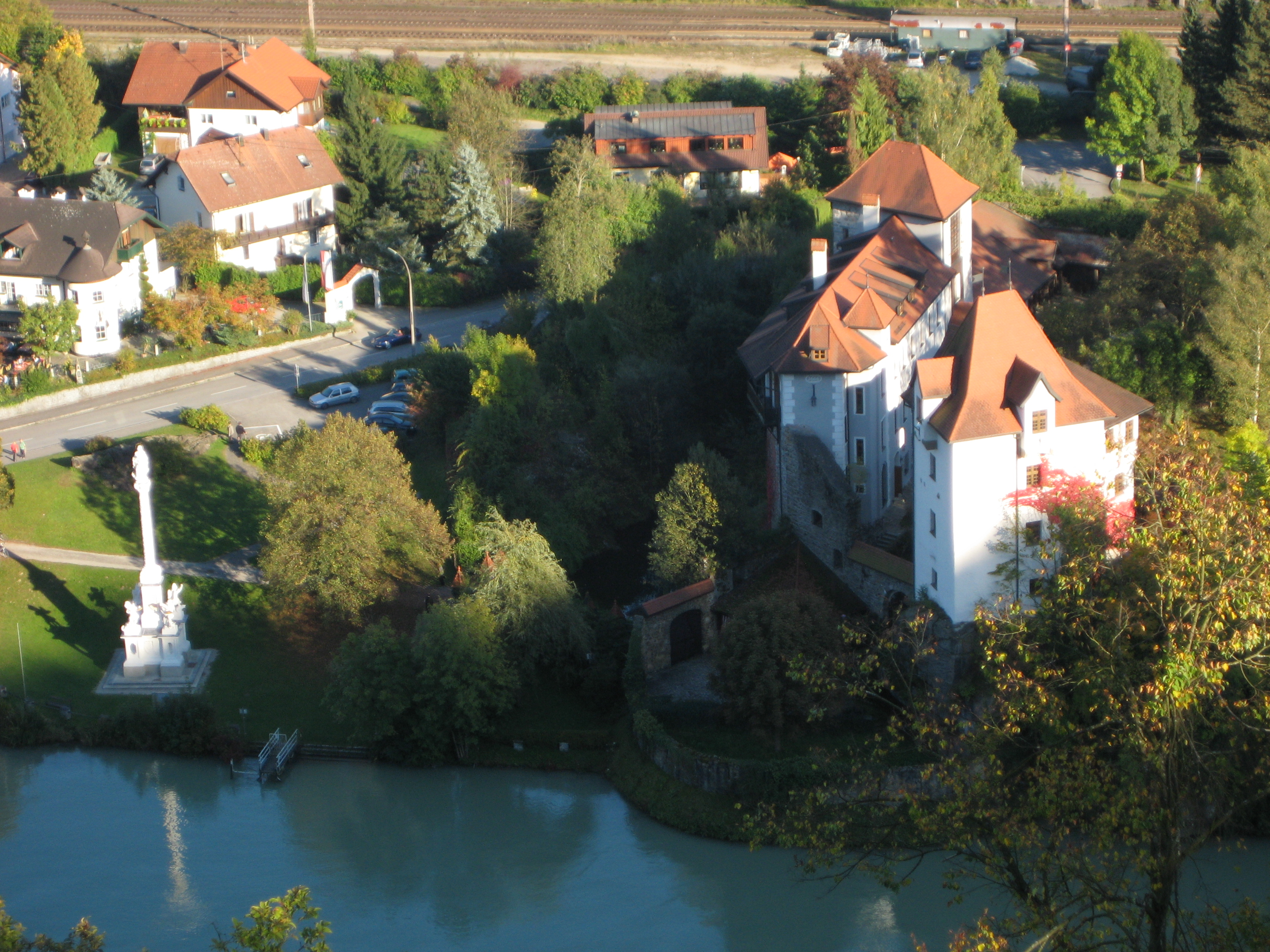
Blick von Schloss Neuburg auf die Burg Wernstein (r.)
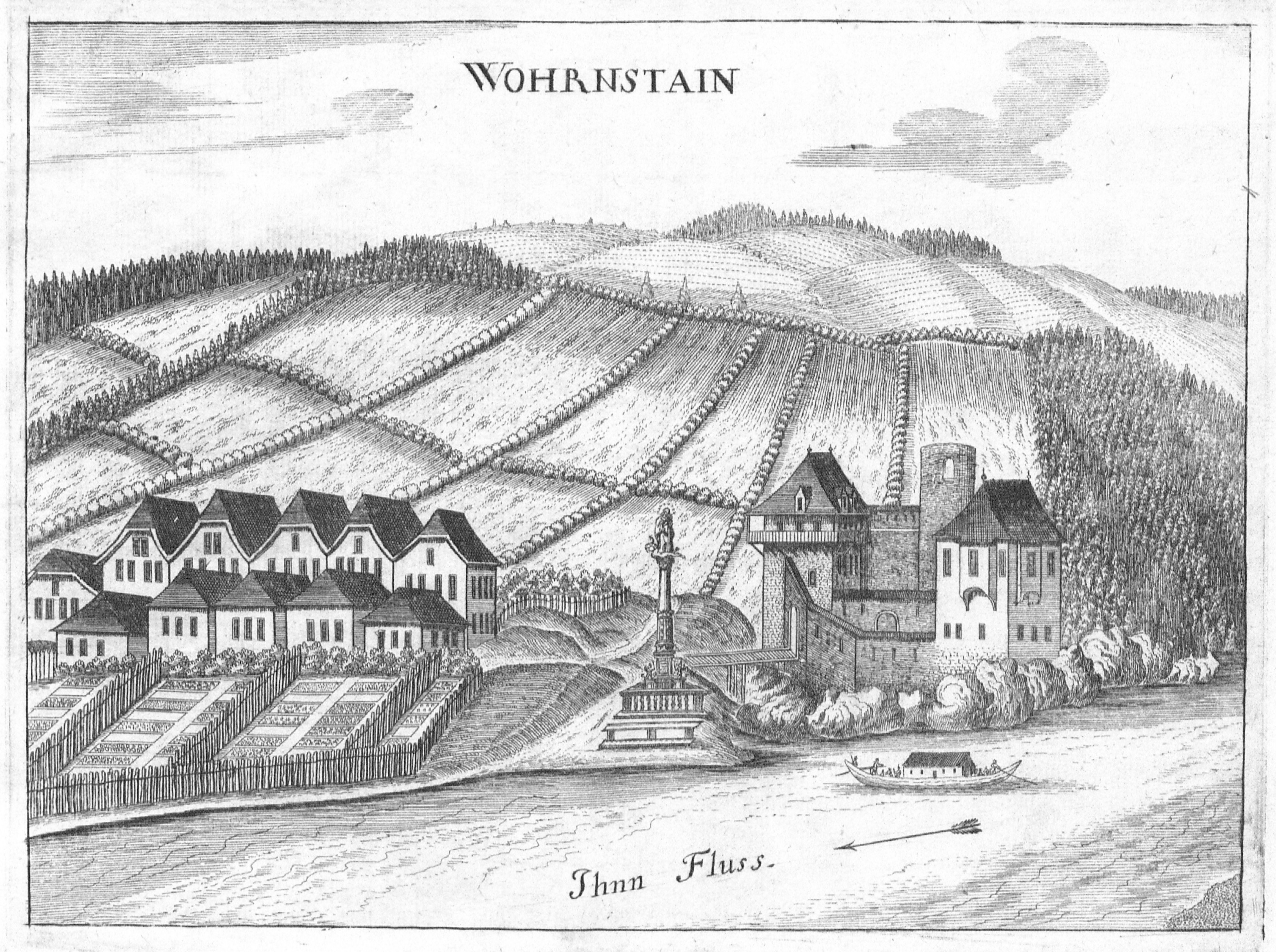
Wernstein um 1674, Stich von G.M.Vischer
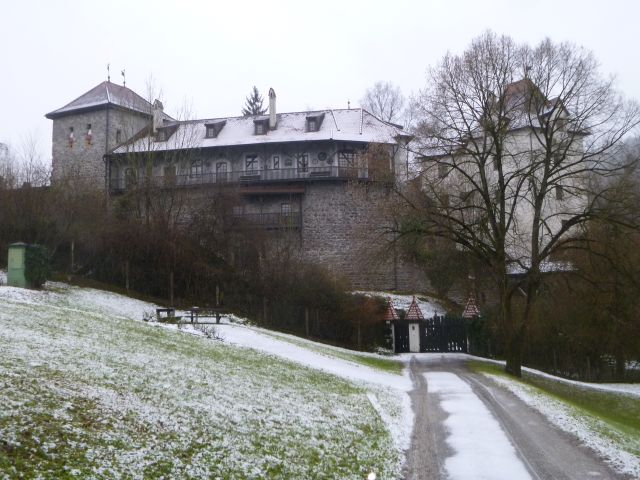
Burg Wernstein im Winter
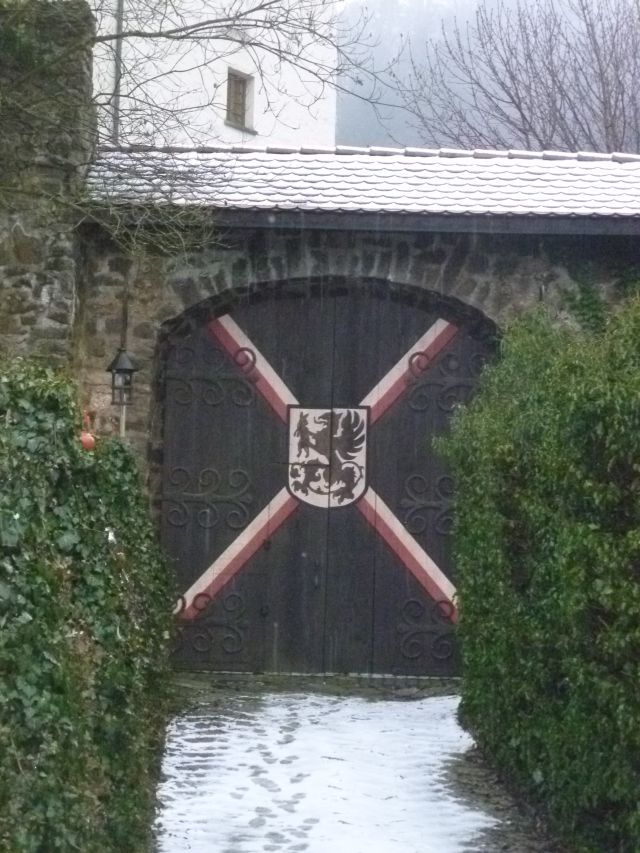
Burg Wernstein: Burgtor
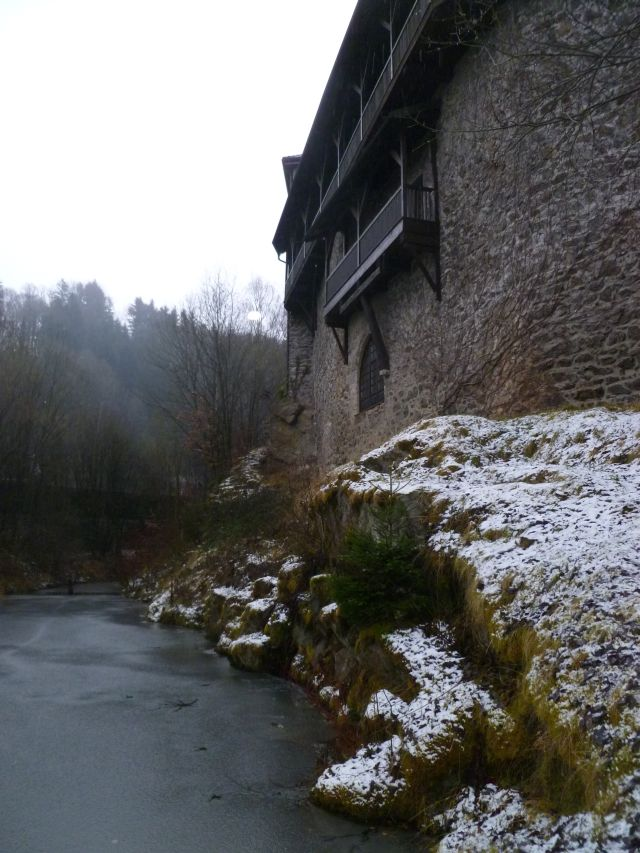
Burg Wernstein – Mauer und Wassergraben

## Burg Wernstein heute
Wernstein ist eine Mantelburg, da sich innerhalb der Burgmauer keine weiteren Gebäude befanden, sondern diese Teil der Burgmauer sind. Das Gelände um den Burgfelsen ist ausgegraben, sodass ein künstlicher tiefer und breiter Graben geschaffen worden ist. Vor der Burg ist ein Teich, der die Burg früher nochmals absicherte. Die Baulichkeiten konzentrieren sich um den Zugang, der von zwei Vorwerken mit dazwischenliegendem Zwinger abgesichert ist. Rechts hinter dem Torbau stand ein Turm mit angeschlossenem Wohntrakt, in dem die Besatzung der Burg untergebracht war. Heute ist der Turm teilweise abgebaut und der überdachte Langtrakt dient als Scheune. Links vom Eingang befindet sich der jetzige Wohntrakt, der aufgrund von Umbauten nicht mehr sehr wehrhaft aussieht.
Vor der Burg befindet sich eine Nachbildung der Mariensäule, die 1646 nach einem Vorbild von Johann Jacob Pock geschaffen wurde.